# 高森 (大館市山館)
高森（たかもり）は、秋田県大館市の山。

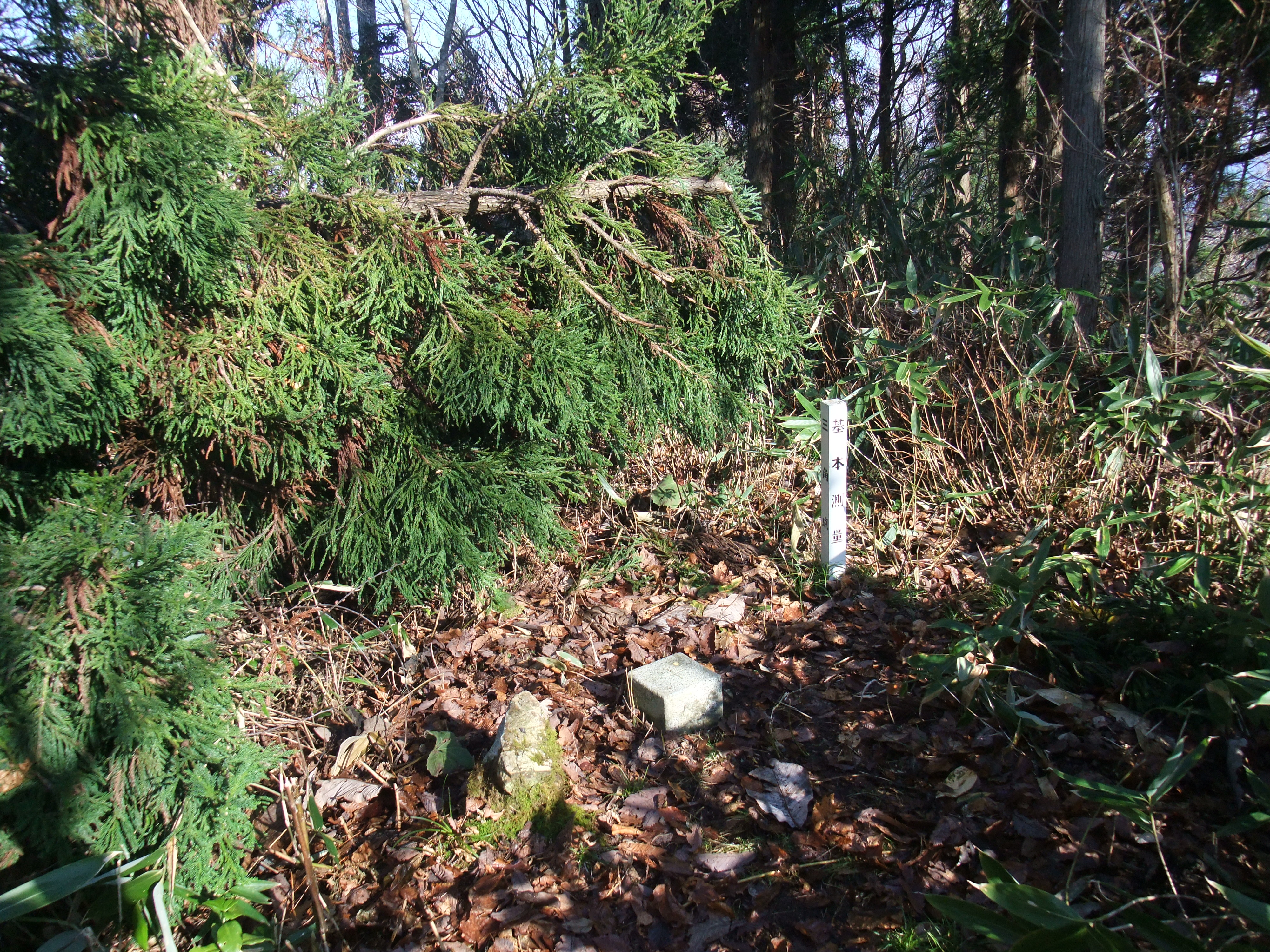
高森山頂

米代川と長木川に挟まれた山域には標高が500m程度の山が並んでいるが、その最高峰がこの高森である。山頂には一等三角点がある。

## 概要
国道103号から山館川沿いの道に入り、採石場を過ぎ、二又の沢の尾根の末端が登山道入り口である。登り始めはヤブが多いが、しばらくたつと明瞭な山道になる。山頂は樹木が生い茂り見晴らしが良いとは言えない。樹の間から森吉山や八幡平、甚吉森をはじめとする県境の峰が垣間見える。途中の尾根からは、鞍掛山や鳳凰山を望むことができる。
一等三角点に選点されたのは1897年(明治30年)である。ヤブが多いせいか、登山の難度は中難度である。点名は高森山である。